# Glacier Matanuska
Pour les articles homonymes, voir Matanuska.
Le glacier Matanuska, en anglais Matanuska Glacier, est un glacier d'Alaska aux États-Unis, de 39 kilomètres de longueur et de 6,4 kilomètres de largeur. C'est le plus grand glacier accessible en voiture des États-Unis. Il se termine par la rivière Matanuska qui se jette dans le golfe de Cook. Il longe la Glenn Highway à 160 kilomètres au nord-est d'Anchorage. Le Matanuska est un glacier actif qui avance d'environ trente centimètres par jour. Il est accessible au public de mars à fin octobre.

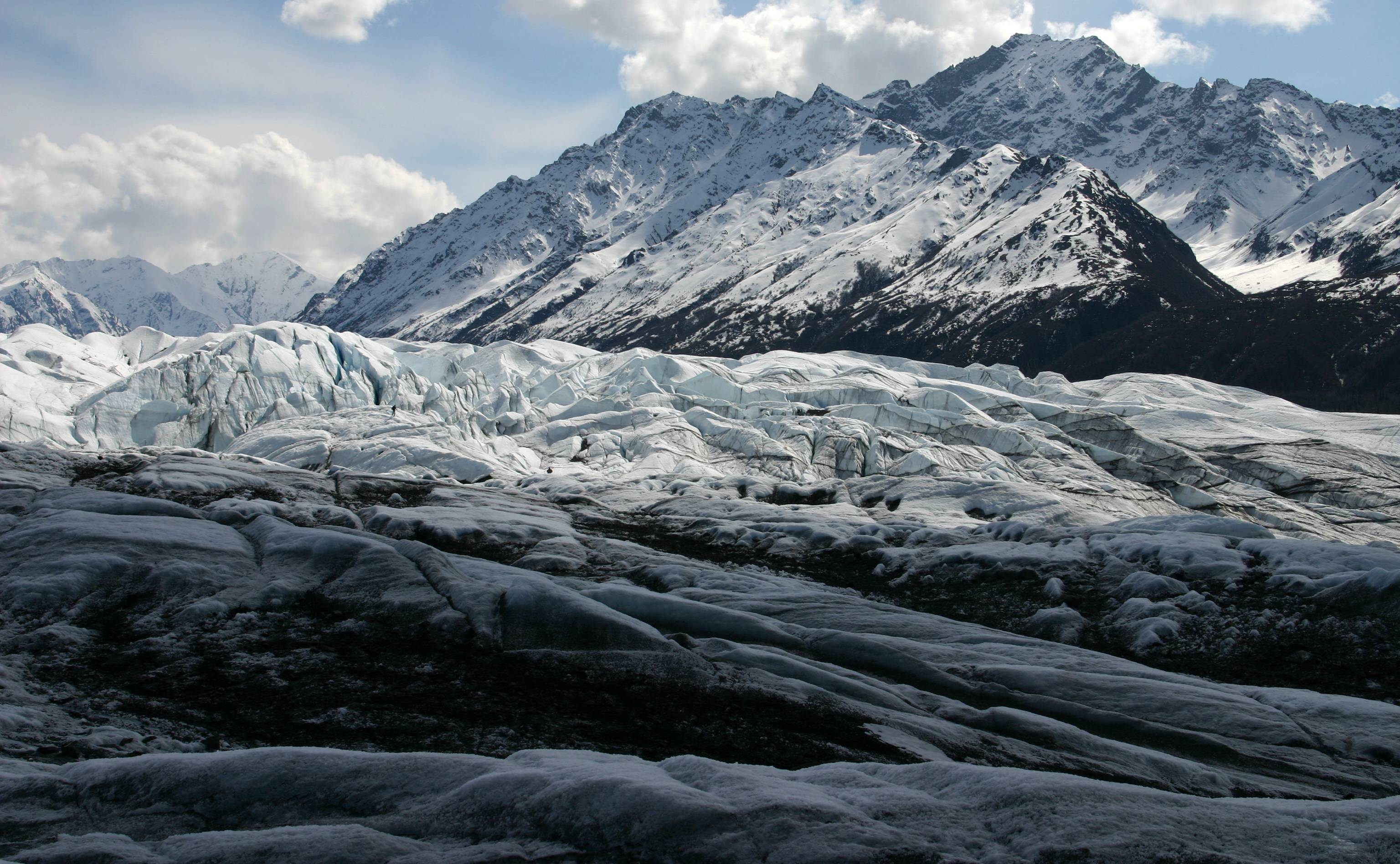
Vue du glacier depuis le sentier situé à proximité.

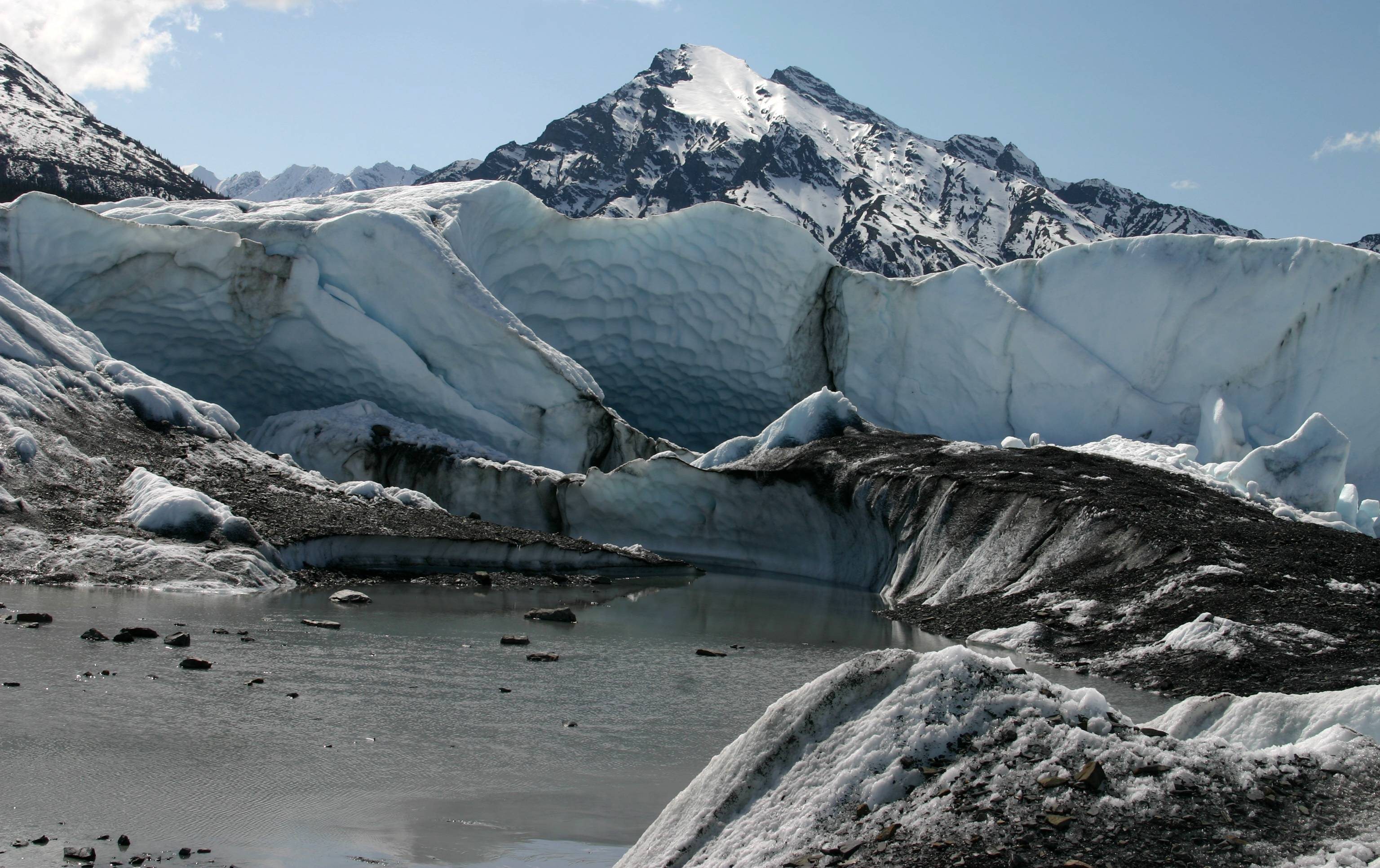
Vue du front glaciaire.